# I fotografia
I fotografia (tΗ Φωτογραφία) és una pel·lícula francesa-grec dirigit per Nikos Papatakis i estrenada el 1986.

## Sinopsi
A Grècia, sota la dictadura dels coronels, el jove Ilyas, pelleter d'ofici, no podia trobar feina per la seva filiació comunista. Es va refugiar a França on va ser rebut per un cosí d'uns quaranta anys, Gerassimos, establert com a pelleter a París. Ilyas té un secret sobre el seu cosí: els diners que envia regularment a Grècia a través d'un intermediari per als seus pares són una estafa, perquè van morir fa molt de temps. A més, com l'allotjament i la feina que li proporciona el seu cosí no li són suficients, Ilyas utilitza una estratagema per obtenir encara més comoditat: li fa creure que la bonica noia de la foto que amaga a la cartera és la seva germana quan és una vedette. Ilyas pinta un retrat tan atractiu de "la seva germana" que Gerassimos s'enamora d'ella. Ilyas estableix una correspondència íntima entre la seva germana i Gerassimos, tant és així que aquest últim només aspira a marxar a Grècia per concertar el matrimoni amb la seva estimada. Atrapat en el seu propi parany, Ilyas no té més remei que acompanyar a qui descobrirà els enganys dels quals és víctima. Llavors Ilyas decideix assassinar el seu benefactor...

## Distribució
- Aris Retsos : Ilyas Apostolou
- Despina Tomazani : Adonis
- Christos Tsangas : Gerassimos
- Christos Valavanidis : Fofi
- Zozo Zarpa : la mare d'Ilyas
- André Wilms

## Distincions
- Festival de cinema grec de 1986: Premi al millor guió; Premi a la millor pel·lícula de la Unió Panhel·lènica de Crítics de Cinema (PEKK)
- VIII edició de la Mostra de València: Palmera de plata[3]